# Ormersviller
Ormersviller és un municipi francès, situat al departament del Mosel·la i a la regió del Gran Est. L'any 2007 tenia 331 habitants.

## Demografia

### Població
El 2007 la població de fet d'Ormersviller era de 331 persones. Hi havia 120 famílies, de les quals 24 eren unipersonals (16 homes vivint sols i 8 dones vivint soles), 36 parelles sense fills, 48 parelles amb fills i 12 famílies monoparentals amb fills.
La població ha evolucionat segons el següent gràfic:
Habitants censats

### Habitatges
El 2007 hi havia 126 habitatges, 125 eren l'habitatge principal de la família i 1 estava desocupat. 114 eren cases i 12 eren apartaments. Dels 125 habitatges principals, 108 estaven ocupats pels seus propietaris, 11 estaven llogats i ocupats pels llogaters i 6 estaven cedits a títol gratuït; 1 tenia dues cambres, 7 en tenien tres, 28 en tenien quatre i 89 en tenien cinc o més. 116 habitatges disposaven pel capbaix d'una plaça de pàrquing. A 46 habitatges hi havia un automòbil i a 72 n'hi havia dos o més.

### Piràmide de població
La piràmide de població per edats i sexe el 2009 era:
| Homes | Edats   | Dones |
| ----- | ------- | ----- |
| 0     | 95 o +  | 0     |
| 0     | 90 a 94 | 4     |
| 8     | 85 a 89 | 0     |
| 0     | 80 a 84 | 0     |
| 4     | 75 a 79 | 12    |
| 0     | 70 a 74 | 4     |
| 8     | 65 a 69 | 0     |
| 4     | 60 a 64 | 4     |
| 12    | 55 a 59 | 4     |
| 16    | 50 a 54 | 12    |
| 12    | 45 a 49 | 28    |
| 8     | 40 a 44 | 16    |
| 4     | 35 a 39 | 4     |
| 8     | 30 a 34 | 12    |
| 24    | 25 a 29 | 8     |
| 16    | 20 a 24 | 8     |
| 4     | 15 a 19 | 16    |
| 12    | 10 a 14 | 16    |
| 8     | 5 a 9   | 4     |
| 4     | 0 a 4   | 4     |

## Economia
El 2007 la població en edat de treballar era de 227 persones, 178 eren actives i 49 eren inactives. De les 178 persones actives 170 estaven ocupades (93 homes i 77 dones) i 8 estaven aturades (3 homes i 5 dones). De les 49 persones inactives 16 estaven jubilades, 12 estaven estudiant i 21 estaven classificades com a «altres inactius».

### Ingressos
El 2009 a Ormersviller hi havia 135 unitats fiscals que integraven 360 persones, la mediana anual d'ingressos fiscals per persona era de 19.312 €.

### Activitats econòmiques
Dels 5 establiments que hi havia el 2007, 1 era d'una empresa de fabricació d'altres productes industrials, 2 d'empreses de construcció i 2 d'empreses de comerç i reparació d'automòbils.
L'únic servei als particulars que hi havia el 2009 era una fusteria.
L'any 2000 a Ormersviller hi havia 16 explotacions agrícoles que ocupaven un total de 402 hectàrees.

## Equipaments sanitaris i escolars
El 2009 hi havia una escola elemental integrada dins d'un grup escolar amb les comunes properes formant una escola dispersa.

## Poblacions més properes
El següent diagrama mostra les poblacions més properes.